# Der Russe ist einer, der Birken liebt
Der Russe ist einer, der Birken liebt ist ein Roman der deutschen Schriftstellerin Olga Grjasnowa aus dem Jahr 2012. Das Romandebüt der Schriftstellerin setzt sich mit der Einwanderung einer jungen Jüdin, die in den 1990er Jahren mit ihrer Familie als jüdischer Kontingentflüchtling aus der ehemaligen Sowjetunion nach Deutschland einwandert, auseinander. Weiter greift der Roman ebenfalls Fragen zur deutschen sowie jüdischen Identität im Deutschland des späten 20. und frühen 21. Jahrhunderts auf.

## Handlung
Die junge Mascha kommt in der Mitte der 1990er Jahre im Rahmen der Kontingentflüchtlingsbestimmungen mit ihren Eltern aus dem in einem Bürgerkrieg stehenden sowjetischen Nachfolgestaat Aserbaidschan nach Hessen in Deutschland. Dabei steht ihre jüdische Familie noch in Baku vor der Wahl, nach Israel oder Deutschland auszuwandern, entscheidet sich dann aber schließlich dafür, in den Nachfolgestaat Nazi-Deutschlands zu immigrieren, wodurch immer wieder Fragen zur Verfassung des „neuen Deutschlands“ und dessen Rolle sowie Identität angesprochen werden.
Anfangs durch die Emigration beinahe «sprachenlos», erweist sich die Protagonistin schließlich als großes Sprachtalent und strebt eine Karriere bei den Vereinten Nationen an. Die siebenundzwanzigjährige Mascha erhält in diesem Zusammenhang immer wieder Auslandsstipendien, die sie nach Moskau, Brüssel, Wien und Warschau führen und gibt das Bild einer jungen, emanzipierten Frau, der eine glanzvolle Karriere bevorsteht. Gleich zu Anfang des Werks wird allerdings auch ihre Beziehung zu ihrem deutschen, christlichen Freund Elias beschrieben, der später an einer Krankheit stirbt, woraufhin die Protagonistin verzweifelt nach Israel flieht, und ihre dortigen Erfahrungen im Umgang mit ihrer Identität schildert. In Israel wird sie schließlich von ihren Kindheitstraumata des Bergkarabachkonflikts und Pogromen in Baku eingeholt, evaluiert weiter aber auch ganz allgemein ihre Verbindung zum Judentum, die Schwierigkeit, fünfzig Jahre nach der Schoa als Jüdin in Deutschland zu leben als auch ihre persönlichen Beziehungen zu Familie und Partnern in der Vergangenheit neu.

## Rezeption
Der Roman erhielt in Deutschland durchweg gute bis sehr gute Kritiken. Cristina Nord schrieb in der taz: „Die Autorin, wie die Ich-Erzählerin Mascha in Baku geboren und anders als diese Absolventin des Deutschen Literaturinstituts in Leipzig, hat für ihr Debüt einen lapidaren Stil ausgeprägt, und diese Nonchalance zeichnet ihr Buch aus. Grjasnowa lässt anschaulich werden, was es heißt, wenn man in Deutschland lebt, ohne dass dies auch schon die Groß- und Urgroßeltern getan hätten. Wie es ist, wenn man die Eltern aufs Ausländeramt begleitet, wo die Anträge derer, die der Sprache nicht mächtig sind, erst gar nicht bearbeitet werden. Was es bedeutet, wenn die jüdische Mutter um keinen Preis nach Deutschland will – „Meine Großmutter war eine Überlebende“ –, die Zustände im vom Bürgerkrieg mürben Aserbaidschan aber keine andere Wahl lassen, oder wie es ist, wenn einen ein antideutscher Kommilitone als „Teddyjude“ vereinnahmen möchte.“
Für die Zeit lobte Ursula März den Roman: „[...] in diesen Roman dringt vieles, dringt die gesamte Geräuschkulisse unserer Gegenwart und jüngsten Vergangenheit ein. Der nie endende Nahostkonflikt. Die postsowjetischen Bürgerkriege, zumal die barbarische Auseinandersetzung zwischen Armeniern und Aserbaidschanern um Berg-Karabach. Die Reibungsflächen migrantischer Identität. Die Heimatlosigkeit und das Erfahrungstempo einer jungen Generation, für die Globalisierung nicht nur eine Floskel aus den Wirtschaftsnachrichten ist, sondern Lebensalltag. [...] Manches an der Begleitmusik von Olga Grjasnowas Debüt erinnert an Judith Hermann, genauer gesagt an den Nimbus ihres Debüts: Eine junge und [...] bis dahin unbekannte Autorin trifft, gleichsam aus dem Stand, den Nerv ihrer Generation.“

## Adaptionen
Eine Inszenierung als Theaterstück kam am Berliner Maxim-Gorki-Theater unter der Regie von Yael Ronen zur Aufführung. Premiere war am 16. November 2013.
Die gleichnamige Filmadaption des Romans unter der Regie von Pola Beck feierte beim Filmfest München am 27. Juni 2022 seine Premiere. Das Drehbuch hierzu stammt von Burkhardt Wunderlich. In den Hauptrollen sind Aylin Tezel, Sohel Altan Gol und Slavko Popadic zu sehen. Am 3. November 2022 fand der Kinostart in Deutschland statt.